# Lomographa argentea
Lomographa argentea là một loài bướm đêm trong họ Geometridae.